# 栃乃和歌清隆
栃乃和歌 清隆（とちのわか きよたか、1962年5月22日 - ）は、和歌山県海南市（旧海草郡下津町）出身で、春日野部屋所属の元大相撲力士。本名は、綛田 清隆（かせだ きよたか）、身長190cm、体重162kg。最高位は東関脇（1987年11月場所、1992年5月場所）。得意手は右四つ、寄り、上手投げ。

## 来歴

### 現役時代
もともとは野球少年であり、中学時代にはその規格外の長打力が箕島高校野球部監督だった尾藤公の目に留まり、1978年に箕島高校に進学した。しかし進学してからは体重が増えてしまい、新入部員も多かったため、尾藤の意見を聞いて相撲に転じたと言われる（翌年の1979年に、箕島高校野球部は甲子園で春夏連覇している）。箕島高校卒業後は明治大学に進み、団体戦全国大会で優勝するなど活躍した。しかし個人戦は3冠に留まり、学生横綱、アマチュア横綱、国体優勝などの大きなタイトルを獲得できなかったことから、大学時代によく出稽古を受け入れてもらった縁で春日野部屋に入門。経営学部出身で卒業論文はマルクス資本論についてだった。
1985年3月場所に大学時代からの、ライバル両国（元小結）と共に幕下付出で初土俵を踏んだ。幕下上位でやや苦労したが、1986年9月場所に十両に昇進した。2場所で十両を通過すると1987年1月場所に新入幕を果たした。以降順調に番付を上げて行き同年7月場所には小結、翌9月場所には関脇まで番付を上げた。
初土俵時点では幕内に学生相撲出身者が5人しかおらず、幕下付出力士は少数派であったため、前相撲から初土俵を踏んだ力士たちには闘志を剥き出しにされた。それでも師匠の春日野(元横綱・栃錦)は、「助っ人外国人」のように特別扱いせずに1人の新弟子として接して徹底的に鍛え、廻しを取る四つ相撲専門だった綛田にも地力を付けさせるために突き押しを教え込んだ。
1987年3月場所、入幕2場所目で10勝し初の三賞である敢闘賞。7月場所は、2大関に勝ち９日目から7連勝し殊勲賞。1988年1月場所、大乃国に勝ち初金星。1990年1月場所、1横綱2大関に勝ち10勝し敢闘賞。1991年7月場所、北勝海に勝ち3個目の金星。9月場所、11勝し3回目の敢闘賞4回目の三賞。
特に1987年7月場所2日目の小錦戦でそれまで封印していた四つ相撲を解禁し、体重140kgの自身より約100kg重い239kgの小錦を諸差しからの寄り切りで下した一番は、春日野からの徹底した突き押しの指導による基礎固めで四つ相撲の威力が増したことの表れであった。この一番を境に相撲ファンの間で「学生相撲出身者」という枕詞が外れ、1人の力士として全国の相撲ファンに認められたとされる。
当初は突き押し相撲だったが力が強く、四つ相撲に変えてからは左上手を取ると力を発揮した。右四つに組むと大関級と言われた。一時は三役に定着し、1992年3月場所には小結の地位で2大関に勝ち12勝3敗の好成績を挙げ、千秋楽まで優勝戦線に残った事もある、殊勲賞と技能賞も受賞し6回目の三賞。。大関も期待されたが、攻めが遅いうえにさらに体が固く、怪我にも泣かされて結局大関昇進はならなかった。特に、千代の富士に全く歯が立たず、また千代の富士引退後に三役に上がってきた武蔵丸にも一度も勝てなかったなど、明確な苦手力士が存在したことは大関に届かなかった要因として認められる。引退まで常に幕内上位で相撲を取り続け、幕内在位は76場所を数えた。
1997年1月場所、貴乃花に勝ち5年半ぶり4個目の金星。
1999年7月場所中に肋骨を痛めて途中休場、十両陥落が濃厚となったため、同7月場所を最後に現役を引退。

### 年寄襲名以後
現役引退と共に年寄・竹縄を襲名し、春日野部屋の部屋付きの親方として後進の指導に当たる。2003年に先代の春日野（元横綱・栃ノ海）が定年を迎えたことにより年寄・春日野を襲名すると共に春日野部屋を継承した。部屋創設以来3代続けて師匠が元横綱であったのに対して自身は最高位が関脇であったが部屋継承への引け目は無く、寧ろ「"弱者"というか、三役にとどまった者だからこそできる指導もある」「99%の力士は天才ではない」という考えに基づき自信をもって現在まで指導している。
部屋の稽古は厳しく、土俵上の稽古は待ったなしで進むスピーディーなものである。これについて春日野は2017年5月の書籍で「ウチは出稽古をしない方針ですから、他の部屋のことは分からないですけど、待ったなしというのは当たり前じゃないですか。本場所で取り直しになってバテているようじゃ力士じゃない。番付の下の頃から、こなせるだけの体力を養っておかないといけない。裸一貫、自分の体が武器。それが力士の美しさでもあるんですから」と話している。
育成面では基本に忠実な押し相撲を指導していることで知られており、子飼いの関取として関脇・栃煌山、大関・栃ノ心などを始めとした気鋭を輩出している。また、元久島海が師匠を務めていた旧田子ノ浦部屋からの預かり弟子である碧山も移籍後に関脇に昇進している。一方で春日野自身が「大関・横綱を狙える」「栃錦襲名も視野に入れている」と見込むような大器とされた幕内・栃乃若が技術指導を巡る意見の相違や期待に応えられない自責などから引退を決意するなど苦難も経験した。
本名の清隆の由来となった入門時の師匠である先々代の春日野（元横綱・栃錦）と年寄名が全く同じ『春日野清隆』となった。これは、高砂浦五郎のように氏名の継承を伴うことのない名跡では珍しいが、これは栃乃和歌の祖母が栃錦の大ファンで、孫に栃錦と同じ名前をつけたためである。春日野襲名時は畏れ多いからと改名も考えたが、先代（元横綱・栃ノ海）の助言もあって本名で通すことになった。
2011年4月、竹縄を襲名したばかりの弟子の春日錦を中心とした大相撲八百長問題が発覚し、責任を取る形で委員から主任へ降格された。
同年2011年10月18日、同月14日に春日野部屋で、門限を破り、相撲協会の服装規定を破り私服姿で外出した幕内・栃ノ心、幕下・栃飛龍と栃矢鋪が春日野親方から腹や背中や臀部を素手やゴルフクラブのグリップで叩かれ、頭を拳で殴るなどの暴行容疑が浮上し、同月17日、事情を知った関係者が所轄の警視庁本所警察署に通報。同署は春日野と力士から事情聴取をした。同日、生活指導部の二所ノ関部長は春日野親方を両国国技館に呼び事情聴取。ゴルフクラブでの殴打など指導の行き過ぎに対し厳重注意した。一連の報道を受けて春日野本人が取材に応じ、「弟子に対する躾のためであった」と暴行の事実を認め、「自分では問題ないと思っていた。道具を使ったのはやり過ぎた」「アイアンで殴った。確かにやりすぎた部分があったことは反省しています。ただし、死ぬほどのことはしていない。弟子とは親子関係だと思っているし、愛情がある」「弟子を集め自分がやり過ぎたことをしたと謝った」と話した。力士3人とは既に和解済みであるという。春日野部屋でグリップが折れたアイアンが見つかっているが、尻などを叩いた際に、長さ調整のために補強していた部分が折れたという。暴力を受けた3人はいずれも「自分たちが悪かった。被害届は出さない」などと説明。3人に怪我はなく、本所警察署は傷害事件などの立件はしない見通し。本人は既に日本相撲協会に経緯を説明しており、19日に臨時開催された理事会では行き過ぎた指導に対し、春日野は厳重注意処分となった。「理事会には寛大な処置を頂いたと思う。弟子たちにはもうげんこつは入れないと言いました」と語った。コンプライアンスが厳格化した後年の基準ではとても考えられない軽微な処分であった。2012年3月場所中には預かり弟子の碧山が支度部屋の壁を叩いて穴を開ける騒動が起こり、先述の栃ノ心の門限破り騒動もあったことから一時期春日野は「もう外国人力士は受け入れない」と心を閉ざしていたという。
2014年5月場所、7月場所は右足を負傷した出羽海に代わり、勝負審判を務めた。
2016年1月場所後の日本相撲協会理事選挙に初めて出馬し当選
。3月場所後の職務分掌では理事1期目ながら広報部長に抜擢され協会執行部入りした。2017年1月25日、協会の臨時理事会で横綱昇進が決定した稀勢の里への昇進伝達の使者として、高田川）と共に東京都内のホテルに派遣され、昇進を伝えた。また、2022年1月26日の御嶽海の大関昇進の伝達式でも、同門の大鳴戸審判委員と共に出羽海部屋へ派遣されている
。
2018年1月場所、直弟子の栃ノ心が14勝1敗で初の幕内優勝及び平幕優勝となった。これは、春日野部屋としては、初代栃東以来、46年ぶりの優勝力士となった。2017年3月場所前に郷土の仁坂吉伸和歌山県知事を訪問したことで、仮谷志良知事時代の1998年に始まり、大阪場所の優勝力士に贈られてきた「和歌山県知事賞」が2018年3月場所より16年ぶりに復活。内容は、県特産品の保田紙で作成した賞状と賞金、優勝杯として根来塗大盃。副賞はプレミア和歌山の果物から「味一みかん」「あら川の桃」「新秋柿」を贈る。
2018年4月4日、舞鶴巡業で多々見良三舞鶴市長が土俵上で昏倒し、女性の医療関係者（医師・看護師）らから救命措置を受けた。この際に「なぜ女性が土俵に上がっているんだ」と一部の観客に指摘され動揺した若手行司が「女性は土俵に上がらないでください」という不適切なアナウンスを行ってしまった。即刻、市長が昏倒する際の様子やアナウンス時を撮影した動画がTwitterや動画投稿サイトにアップされ、日本相撲協会と巡業部長である春日野に非難が集まった。「当初トイレに行っておりその場にいなかった」と春日野は話していたが、土俵後方に控えている姿を撮影した画像もインターネット上に拡散された。その後に「花籠副部長（元関脇・太寿山）が土俵近くにいたのを確認した」と当初の発言を撤回したうえで「直前まで移動や幕内の取組を見に行く準備をしていた。担架で運ばれる時は付き添った」と、トイレを含めて会場裏にいた際に市長が倒れたと説明している。この春日野の一連の発言に関して、尾車事業部長は「今日（7日）春日野部長が話したことが全てではないか」との見解を示した。
2020年1月30日の役員候補選は定員を超過しなかったため2008年以来6期12年ぶりに無投票となり、春日野を含む理事候補10人、副理事候補3人が全員当選。同年3月23日の評議員会で、正式に理事として選任された。
2022年2月4日、協会は春日野が新型コロナウイルスに感染したと発表。
2024年1月26日の役員候補選は定員を超過しなかったため3期連続の無投票となり、春日野を含む理事候補10人、副理事候補3人が全員当選。同年3月25日の評議員会で理事就任が承認され、同月27日の職務分掌にて事業部長に就任した。

### 元力士からの損害賠償請求訴訟
春日野部屋の所属力士（2013年から2015年7月場所まで所属）が弟弟子の顔を殴って傷害罪で起訴され、2016年6月に懲役3年・執行猶予4年の有罪判決が確定していたことが2018年1月24日に報道された。関係者の証言などによると、2014年9月5日夜、その7ヶ月前に入門したばかりの弟弟子の顔を拳で殴ったり、腹を蹴ったりした。元力士が部屋の掃除の仕方を注意しようとした際にトラブルになったのが原因だったという。
加害者の元力士は取材に応じ「殴ったことは悪かった。自分自身の問題で部屋が悪いわけではない。（事件のことを）話すなと言われたことはない」と話した。弟弟子は顎を骨折して全治1年6ヶ月と診断され、味覚消失の後遺症を負ったという。必要な治療を受けさせなかったとして、春日野親方も保護責任者遺棄容疑で告訴したが不起訴処分となった。「公にすべきだった」と相撲ファンからも批判があり、2018年1月25日にスポーツ庁が報告などを要請する事態となった。
同月、この件の被害者である元力士が加害力士と春日野を相手取り3000万円の損害賠償請求訴訟を東京地裁に起こしていることが分かった(提訴自体は2017年3月)。2月20日に口頭弁論が行われ、原告側は暴行の結果負ったとしている味覚障害について、改めて医療機関で検査する意向を明らかにしている。

## 主な戦績
- 生涯成績：588勝621敗24休 勝率.490
- 幕内成績：525勝591敗24休 勝率.470
- 現役在位：87場所
- 幕内在位：76場所
- 三役在位：17場所 (関脇7場所、小結10場所)[1]
- 金星：4個（大乃国1個、北勝海2個、貴乃花1個）
- 三賞：6回
  - 殊勲賞：2回（1987年7月場所、1992年3月場所）
  - 敢闘賞：3回（1987年3月場所、1990年1月場所、1991年9月場所）
  - 技能賞：1回（1992年3月場所）
- 各段優勝
  - 十両優勝：1回（1986年11月場所）
  - 幕下優勝：1回（1986年7月場所）

### 場所別成績
| | 一月場所 初場所（東京） | 三月場所 春場所（大阪） | 五月場所 夏場所（東京） | 七月場所 名古屋場所（愛知） | 九月場所 秋場所（東京） | 十一月場所 九州場所（福岡） |
| --- | ----------------------- | ----------------------- | ----------------------- | --------------------------- | ----------------------- | --------------------------- |
| 1985年 （昭和60年） | x                       | 幕下付出60枚目 6–1      | 西幕下31枚目 3–4        | 西幕下43枚目 5–2            | 西幕下25枚目 5–2        | 西幕下13枚目 4–3            |
| 1986年 （昭和61年） | 東幕下8枚目 3–4         | 東幕下15枚目 4–3        | 東幕下10枚目 6–1        | 西幕下2枚目 優勝 7–0        | 西十両8枚目 10–5        | 西十両3枚目 優勝 10–5       |
| 1987年 （昭和62年） | 東前頭12枚目 7–8        | 東前頭13枚目 10–5 敢    | 西前頭4枚目 10–5        | 東小結 9–6 殊               | 西関脇 8–7              | 東関脇 5–10                 |
| 1988年 （昭和63年） | 西前頭筆頭 8–7 ★        | 西関脇 7–8              | 東小結 9–6              | 東小結 9–6                  | 東小結 7–8              | 西前頭筆頭 休場 0–0–15      |
| 1989年 （平成元年） | 東前頭11枚目 7–8        | 西前頭12枚目 8–7        | 西前頭7枚目 10–5        | 西前頭筆頭 8–7              | 東小結 5–10             | 西前頭3枚目 7–8             |
| 1990年 （平成2年） | 東前頭4枚目 10–5 敢★    | 東前頭筆頭 8–7          | 西関脇 4–11             | 西前頭5枚目 8–7             | 東前頭筆頭 9–6          | 東小結 8–7                  |
| 1991年 （平成3年） | 西関脇 8–7              | 西関脇 6–9              | 東前頭2枚目 7–8         | 東前頭3枚目 8–7 ★           | 東前頭筆頭 11–4 敢      | 東小結 10–5                 |
| 1992年 （平成4年） | 東小結 8–7              | 東小結 12–3 殊技        | 東関脇 2–9–4            | 東前頭5枚目 5–10            | 東前頭11枚目 9–6        | 西前頭3枚目 7–8             |
| 1993年 （平成5年） | 東前頭6枚目 8–7         | 西前頭筆頭 4–11         | 東前頭8枚目 6–9         | 西前頭13枚目 10–5           | 東前頭3枚目 6–9         | 東前頭6枚目 8–7             |
| 1994年 （平成6年） | 西前頭筆頭 8–7          | 東小結 3–12             | 西前頭7枚目 8–7         | 東前頭筆頭 5–10             | 西前頭5枚目 6–9         | 西前頭7枚目 8–7             |
| 1995年 （平成7年） | 東前頭2枚目 4–11        | 西前頭6枚目 6–9         | 西前頭8枚目 8–7         | 東前頭2枚目 3–12            | 西前頭8枚目 8–7         | 東前頭2枚目 5–10            |
| 1996年 （平成8年） | 東前頭6枚目 6–9         | 西前頭8枚目 6–9         | 西前頭12枚目 9–6        | 西前頭10枚目 7–8            | 東前頭13枚目 8–7        | 東前頭8枚目 8–7             |
| 1997年 （平成9年） | 東前頭4枚目 4–11 ★      | 西前頭9枚目 9–6         | 東前頭2枚目 5–10        | 東前頭6枚目 5–10            | 東前頭11枚目 8–7        | 西前頭4枚目 3–12            |
| 1998年 （平成10年） | 西前頭12枚目 9–6        | 西前頭5枚目 5–10        | 西前頭7枚目 8–7         | 東前頭4枚目 3–12            | 東前頭11枚目 8–7        | 東前頭3枚目 5–10            |
| 1999年 （平成11年） | 東前頭6枚目 6–9         | 西前頭8枚目 8–7         | 東前頭5枚目 5–10        | 西前頭9枚目 引退 2–8–5      | x                       | x                           |
| 各欄の数字は、「勝ち-負け-休場」を示す。 優勝 引退 休場 十両 幕下 三賞：敢=敢闘賞、殊=殊勲賞、技=技能賞 その他：★=金星 番付階級：幕内 - 十両 - 幕下 - 三段目 - 序二段 - 序ノ口 幕内序列：横綱 - 大関 - 関脇 - 小結 - 前頭（「#数字」は各位内の序列） |                         |                         |                         |                             |                         |                             |

### 幕内対戦成績
| 力士名     | 勝数  | 負数 | 力士名   | 勝数 | 負数 | 力士名   | 勝数 | 負数  | 力士名   | 勝数 | 負数  |
| ---------- | ----- | ---- | -------- | ---- | ---- | -------- | ---- | ----- | -------- | ---- | ----- |
| 蒼樹山     | 3     | 3    | 安芸乃島 | 12   | 16   | 安芸ノ州 | 4    | 1     | 曙       | 7(1) | 12    |
| 朝潮       | 5     | 3    | 朝乃翔   | 5    | 9    | 朝乃若   | 6    | 6     | 旭里     | 1    | 0     |
| 旭富士     | 8     | 16   | 旭豊     | 1    | 7    | 板井     | 6    | 3     | 恵那櫻   | 7    | 1     |
| 巨砲       | 3     | 4    | 大乃国   | 4    | 11   | 大日ノ出 | 0    | 1     | 大若松   | 1    | 0     |
| 小城錦     | 11    | 5    | 小城ノ花 | 5    | 3    | 魁皇     | 4(1) | 5     | 海鵬     | 4    | 0     |
| 春日富士   | 7     | 4    | 巌雄     | 6    | 4    | 北勝鬨   | 9    | 7     | 騏ノ嵐   | 1    | 0     |
| 旭鷲山     | 2     | 2    | 旭天鵬   | 0    | 3    | 旭道山   | 6    | 6     | 鬼雷砲   | 4    | 0     |
| 霧島       | 11(1) | 19   | 起利錦   | 5    | 2    | 麒麟児   | 1    | 1     | 金開山   | 0    | 1     |
| 久島海     | 12    | 2    | 蔵間     | 1    | 0    | 剣晃     | 3    | 1     | 高望山   | 1    | 3     |
| 五城楼     | 6     | 1    | 琴稲妻   | 10   | 7    | 琴ヶ梅   | 9    | 9     | 琴椿     | 4    | 0     |
| 琴錦       | 15    | 26   | 琴ノ若   | 4    | 13   | 琴富士   | 3    | 8     | 琴別府   | 5    | 5     |
| 琴龍       | 5     | 6    | 小錦     | 14   | 21   | 逆鉾     | 13   | 3     | 佐田の海 | 3    | 2     |
| 薩洲洋     | 4     | 2    | 敷島     | 4    | 4    | 陣岳     | 3    | 2     | 大至     | 4    | 3     |
| 太寿山     | 5     | 4    | 大翔鳳   | 1    | 7    | 大翔山   | 6    | 5     | 大善     | 4    | 3     |
| 大徹       | 1     | 1    | 大飛翔   | 2    | 0    | 貴闘力   | 9    | 16(1) | 貴ノ浪   | 5    | 18    |
| 貴乃花     | 9     | 22   | 孝乃富士 | 6    | 2    | 貴ノ嶺   | 1    | 0     | 隆三杉   | 13   | 6     |
| 多賀竜     | 1     | 1    | 立洸     | 1    | 0    | 玉海力   | 1    | 1     | 玉春日   | 1    | 3     |
| 玉龍       | 4     | 0    | 竹葉山   | 1    | 0    | 千代大海 | 1    | 3     | 千代天山 | 0    | 1     |
| 千代の富士 | 0     | 14   | 常の山   | 0    | 1    | 出島     | 1    | 5     | 寺尾     | 21   | 17(1) |
| 出羽嵐     | 1     | 0    | 出羽の花 | 2    | 0    | 闘牙     | 2    | 1     | 闘竜     | 2    | 0     |
| 時津海     | 1     | 3    | 時津洋   | 2    | 3    | 土佐ノ海 | 0    | 3     | 栃東     | 0    | 1     |
| 巴富士     | 2     | 2    | 智ノ花   | 4    | 5    | 豊ノ海   | 2    | 1     | 浪乃花   | 7    | 4     |
| 南海龍     | 2     | 0    | 花乃湖   | 9(1) | 2    | 花ノ国   | 1    | 2     | 濱ノ嶋   | 7    | 9     |
| 肥後ノ海   | 8     | 9    | 富士乃真 | 3    | 1    | 双羽黒   | 1    | 2     | 鳳凰     | 1    | 0     |
| 北天佑     | 7(1)  | 9    | 北勝海   | 3    | 16   | 舞の海   | 6    | 7     | 前乃臻   | 3    | 0     |
| 益荒雄     | 5(1)  | 4    | 三杉里   | 12   | 8    | 水戸泉   | 18   | 13    | 湊富士   | 7    | 3     |
| 雅山       | 0     | 1    | 武蔵丸   | 0    | 23   | 武双山   | 2    | 10    | 大和     | 2    | 1     |
| 燁司       | 0     | 1    | 力櫻     | 3    | 1    | 両国     | 7    | 6     | 若嶋津   | 1(1) | 0     |
| 若翔洋     | 7     | 6    | 若瀬川   | 4    | 2    | 若の里   | 0    | 1     | 若ノ城   | 4    | 6     |
| 若乃花     | 8(1)  | 21   |          |      |      |          |      |       |          |      |       |

## 改名歴
- 綛田 清隆（かせだ きよたか）1985年3月場所-1986年7月場所
- 栃乃和歌 清隆（とちのわか - ）1986年9月場所-1999年7月場所

## 年寄変遷
- 竹縄 清隆（たけなわ きよたか）1999年7月-2003年2月
- 春日野 清隆（かすがの - ）2003年2月-

## 人物・逸話
- 唇が厚いことから、兄弟子の舛田山に「Qちゃん」とあだ名された。その舛田山とは春日野部屋継承の際に不仲となってしまっている[41]。
- 武蔵丸とは相性が悪く、23回対戦して一度も勝てなかった。また、千代の富士にも、やはり一度も勝てなかった（14戦全敗）。だが、曙や若貴といった、後の横綱からは比較的多くの星を挙げている(曙には7勝12敗、貴乃花には9勝22敗)。
- 四股名をつける際に師匠（栃錦）は自分の四股名と出身地和歌山から「栃和歌」を考えたがこれでは「栃若時代」と同じ音でまずいのではないかと悩んでいた。それを知って助けたのは当時、事業部長として理事長であった栃錦の補佐役でもあった他ならぬ若乃花（当時の二子山親方）で「だったらワシの四股名から乃をやるよ」という助言で栃乃和歌となった。
- 現役力士の喫煙者が珍しくなかった当時としても角界随一の愛煙家であったが36歳まで幕内を維持し続けた。本人は「喫煙と相撲の成績は関係ない。」と考えていたそうであり、稽古で鍛えた体は喫煙の弊害をまるで感じさせなかった。
- 締め込みの色は若い時分には青色、1990年5月から一時的に銀鼠の締め込みもつけたが、力士人生中盤からは一貫して紫色の締め込みをつけた。